# Anthony Mantha
Anthony Mantha (ur. 16 września 1994 w Longueuil, Quebec, Kanada) – hokeista kanadyjski, gracz ligi NHL, reprezentant Kanady.

## Kariera klubowa
- Val-d’Or Foreurs (2010 – 12.10.2013)
- Detroit Red Wings (12.10.2013 – )
  -  Grand Rapids Griffins (2014 – 2017)

## Kariera reprezentacyjna
- Reprezentant Kanady na MŚJ U-18 w 2012
- Reprezentant Kanady na  MŚJ U-20 w 2014
- Reprezentant Kanady na MŚ w 2019

## Sukcesy
Reprezentacyjne
- Brązowy medal mistrzostw świata juniorów do lat 20: 2012
- Srebrny medal mistrzostw świata: 2019

Indywidualne
- Mistrzostwa Świata w Hokeju na Lodzie 2019/Elita:
  - Czwarte miejsce w klasyfikacji strzelców turnieju: 7 goli[1]
  - Szóste miejsce w klasyfikacji kanadyjskiej turnieju: 14 punktów[2]